# Jean-Louis Manceau
 (novembre 2024).
Si vous disposez d'ouvrages ou d'articles de référence ou si vous connaissez des sites web de qualité traitant du thème abordé ici, merci de compléter l'article en donnant les références utiles à sa vérifiabilité et en les liant à la section « Notes et références ».
Jean-Louis Manceau est un metteur en scène et comédien français.

## Biographie
Docteur ès lettres de l'Institut d’Études théâtrales de la Sorbonne.
Jean-Louis Manceau découvre le théâtre en participant au Festival mondial du Théâtre à Nancy, sous la direction de Jack Lang (1966-1969).
Metteur en scène à partir de 1970, il a signé, à ce jour, 42 spectacles professionnels, à Paris, Avignon, Bruxelles, Jérusalem,Toulouse…
Il a toujours attaché une grande importance à la fusion entre le théâtre et la musique sous toutes ses formes et a travaillé avec des compositeurs aussi différents qu’André Fertier (Opéra de Maldoror, Macbeth, La Croisière du Rocky Star), Gérard Calvi (Le Week-end des Patriotes), Philippe Nahon, directeur d’Ars Nova (Les Catcheuses), Jésus Aguila (Les Cent Culottes)…
Également comédien, il a interprété une trentaine de rôles principaux sur scène, dont :
- 1975 : Les Nègres de Jean Genet, mise en scène Claude Régy, Québec, avec Philippe Geluck, Serge Maggioni
- 1976 : Supplément au Voyage de Bougainville de Denis Diderot, mise en scène Patrick Guinand, Paris, Théâtre Oblique, tournées en Allemagne, Angleterre, États-Unis…
- 1976 : Affabulazione de Pier Paolo Pasolini, mise en scène Peter Lodtschak, Paris, Espace Cardin, avec Michel Auclair, Judith Magre
- 1976 : Le Démon blanc de Webster, mise en scène Jean-Yves Legrave, Avignon, avec Tonie Marshall, Christian Rauth
- 1982 : Le Nouvel Appartement de Carlo Goldoni, mise en scène Jean Favarel, Grenier de Toulouse
- 1982 : Dom Juan de Molière, mise en scène Maurice Sarrazin, Grenier de Toulouse
- 1986 : Le Terrain Bouchaballe de Max Jacob, mise en scène Jacques Rosner, Théâtre national de Chaillot, avec Maurice Chevit, Monique Tarbes
- 2007 : Jean de La Fontaine dans Le conteur extravagant, fables et contes de La Fontaine, mise en scène de Patrick Guinand, Tarbes, Théâtre du Pari et en tournées.
- 2009 : Cyrano dans Cyrano de Bergerac d'Edmond Rostand, mise en scène Bruno Spiesser au Festival de Gavarnie, en juillet 2009.

De 1984 à 2002, il fut un animateur très populaire sur l’antenne de FR3, puis France 3 Sud dans de nombreuses émissions télévisées :
- Transats en Double
- Grande Première (variétés)
- Nuit du Rock Méditerranéen (Eurovision, 14 nations en direct)
- Couple en course, Tous en course et Demain, c'est dimanche

Il a également assuré l’administration ou la direction d’équipements culturels :
- 1970-1973 : directeur de la M.J.C. du 2e et 3e arrondissement de Paris
- 1980–1982 : secrétaire général du Centre dramatique national "Grenier de Toulouse" (directeur : Maurice Sarrazin)
- 1983 : directeur du Théâtre municipal de Tarbes
- 2002–2006 : créateur et directeur de Tarbes en Scènes : Théâtre des Nouveautés, SMAC La Gespe et création de la fabrique artistique : Le Pari

## Quelques mises en scène
- Mademoiselle Julie de August Strindberg (Avignon, 1970)
- Opéra de Maldoror d’après Lautréamont (Paris, 1972, Espace Cardin)
- Macbeth, opéra-rêve d’après Shakespeare (Bruxelles, 1974, Théâtre de la Monnaie)
- Les Catcheuses de J.B. Moraly[1] (Paris, 1976 ; Spring in Jerusalem, 1978, avec Jean-Pierre Bacri et Gérard Darmon)
- Le Week-end des Patriotes de Georges Coulonges (Avignon, 1977 ; Paris, 1977, Théâtre en Rond ; Bruxelles, 1978)
- Fragments de théâtre n° 2, création mondiale de Samuel Beckett (Paris, 1978, la Péniche Théâtre).
- La Croisière du Rocky Star d’A. Fertier (Grenoble, 1982, avec 80 comédiens et musiciens)
- Les Cent Culottes, spectacle événement (Toulouse, 1989, Parc des Expositions)
- Il était une Foix… l’Ariège, fresque historique avec 250 comédiens et figurants (1986–2000, Trophée du Tourisme 1989 : meilleur spectacle d’été)
- Didon et Énée, opéra baroque d’Henry Purcell (Tarbes, 2001).
- Les aveugles éclairent Paris, spectacle évènement dans le noir (Paris, Parc de la Villette, Cabaret Sauvage, 2008).
- Opéra de Maldoror (nouvelle version) de Lautréamont (Paris, 2008, la Péniche Opéra).
- La Terrine du Chef de Raymond Cousse (Toulouse,2010)
- Derniers cris d'amour, correspondance amoureuse de Musset, George Sand, Hugo, Flaubert, Alain-Fournier, Apollinaire, Gainsbourg (Palais des Congrès, Lourdes, 2010)
- Sans dessous dessus -Cabaret canaille, compilation de sketchs et chansons grivoises (Centre culturel de Tarascon, 2014)
- Cabaret Macabre, compilation de textes et chansons d'humour noir (Centre culturel de Tarascon, 2016)
- La fleur aux fusils, spectacle événement dans le noir, pour la célébration du Centenaire de l'armistice de 1918 (Parc de la Préhistoire, Tarascon sur Ariège,11 novembre 2018)
- Barbie Turie et son cousin Peter, spectacle musical (Tarascon et tournée, 2022)